# Episodi di Law & Order: Criminal Intent (sesta stagione)
La sesta stagione della serie televisiva Law & Order: Criminal Intent, composta da 22 episodi, è stata trasmessa in prima visione negli Stati Uniti d'America dal 19 settembre 2006 al 21 maggio 2007 su NBC.
In Italia è andata in onda per la prima volta su Joi, canale pay della piattaforma Mediaset Premium, dal 19 gennaio al 1º aprile 2008, mentre in chiaro è stata trasmessa dal 4 luglio al 5 settembre 2009 su Rete 4.
La stagione vede l'ingresso nel cast di Julianne Nicholson, che interpreta la detective Megan Wheeler e di Eric Bogosian nei panni del Capitano Daniel Ross e l'uscita di Annabella Sciorra (la detective Carolyn Barek), di Jamey Sheridan (il capitano James Deakins) e di Courtney B. Vance (l'assistente procuratore Ron Carver).
| nº | Titolo originale  | Titolo italiano         | Prima TV USA      | Prima TV Italia  |
| -- | ----------------- | ----------------------- | ----------------- | ---------------- |
| 1  | Blind Spot        | Il ritorno del maestro  | 19 settembre 2006 | 19 gennaio 2008  |
| 2  | Tru Love          | Vero amore              | 26 settembre 2006 | 22 gennaio 2008  |
| 3  | Siren Call        | Lady sorriso            | 3 ottobre 2006    | 29 gennaio 2008  |
| 4  | Maltese Cross     | La croce di Malta       | 10 ottobre 2006   | 29 gennaio 2008  |
| 5  | Bedfellows        | Ritratto di famiglia    | 17 ottobre 2006   | 5 febbraio 2008  |
| 6  | Masquerade        | Masquerade              | 31 ottobre 2006   | 5 febbraio 2008  |
| 7  | Country Crossover | Oltre la morte          | 7 novembre 2006   | 12 febbraio 2008 |
| 8  | The War at Home   | Fantasmi di guerra      | 14 novembre 2006  | 12 febbraio 2008 |
| 9  | Blasters          | Ragazzo prodigio        | 21 novembre 2006  | 19 febbraio 2008 |
| 10 | Weeping Willow    | A qualsiasi costo       | 28 novembre 2006  | 19 febbraio 2008 |
| 11 | Word's Fair       | Il gioiello del Punjab  | 2 gennaio 2007    | 26 febbraio 2008 |
| 12 | Privilege         | Privilegi fatali        | 9 gennaio 2007    | 26 febbraio 2008 |
| 13 | Albatross         | L'uomo in grigio        | 6 febbraio 2007   | 4 marzo 2008     |
| 14 | Flipped           | Nessuno ha visto niente | 13 febbraio 2007  | 4 marzo 2008     |
| 15 | Brother's Keeper  | La punizione divina     | 20 febbraio 2007  | 11 marzo 2008    |
| 16 | 30                | Complotto               | 27 febbraio 2007  | 11 marzo 2008    |
| 17 | Players           | Tradizioni di famiglia  | 27 marzo 2007     | 18 marzo 2008    |
| 18 | Silencer          | Silenzio                | 3 aprile 2007     | 18 marzo 2008    |
| 19 | Rocket Man        | Il sogno di una vita    | 1º maggio 2007    | 25 marzo 2008    |
| 20 | Bombshell         | La ragazza dell'anno    | 8 maggio 2007     | 25 marzo 2008    |
| 21 | Endgame           | Fine del gioco          | 14 maggio 2007    | 1º aprile 2008   |
| 22 | Renewal           | Arrivi e partenze       | 21 maggio 2007    | 1º aprile 2008   |

## Il ritorno del maestro
- Titolo originale: Blind Spot
- Diretto da: Norberto Barba
- Scritto da: Charlie Rubin (soggetto e sceneggiatura) e Warren Leight (soggetto)

### Trama
Il ritrovamento dei cadaveri di alcune donne con evidenti segni di tortura ricordano il modus operandi di un assassino seriale inattivo da una quindicina d'anni. L'ultima vittima presenta inoltre un legame con la figlia del profiler che si era occupato del caso, Declan Gage, mentore del detective Goren. Il nuovo Capitano Daniel Ross cerca subito di porre un freno ai metodi di lavoro non convenzionali del suo detective.
- Special guest star: John Glover (dott. Declan Gage).
- Ascolti USA: telespettatori 11 570 000[1]

## Vero amore
- Titolo originale: Tru Love
- Diretto da: Norberto Barba
- Scritto da: Diana Son (soggetto e sceneggiatura) e Warren Leight (soggetto)

### Trama
Logan e la sua nuova collega Megan Wheeler indagano sullo strano incidente stradale che è costato la vita al chirurgo plastico Grant Tyler. Appurato che la sua motocicletta è stata manomessa, i detective scoprono che nella sua residenza il medico riprendeva di nascosto i propri incontri sessuali. Tra le sue partner notano Danielle McCaskin, l'insegnante (sposata) di suo figlio Keith.
- Ascolti USA: telespettatori 10 610 000[2]

## Lady sorriso
- Titolo originale: Siren Call
- Diretto da: Frank Prinzi
- Scritto da: Julie Martin (soggetto e sceneggiatura) e Warren Leight (soggetto)

### Trama
A Goren e a Eames viene assegnato l'omicidio della figlia ribelle del poliziotto Ray Wiznesky, uccisa nella propria auto dopo una notte di divertimenti.
- Altri interpreti: Brooke Shields (Kelly Sloane-Raines).
- Ascolti USA: telespettatori 12 180 000[3]

## La croce di Malta
- Titolo originale: Maltese Cross
- Diretto da: Jim McKay
- Scritto da: Jacquelyn Reingold

### Trama
Un vigile del fuoco muore nella propria stazione, dove si era rifugiato dopo essere stato raggiunto da una ventina di coltellate. La moglie racconta ai detective che una sera il marito aveva difeso un travestito da un'aggressione e che uno degli assalitori lo aveva minacciato di morte. Durante le indagini Logan entra in contrasto con un collega del defunto, scatenando una rissa tra poliziotti e pompieri. Il risalto mediatico della vicenda fa finire l'investigatore e la sua partner davanti ad una commissione.
- Ascolti USA: telespettatori 11.470.000[4]

## Ritratto di famiglia
- Titolo originale: Bedfellows
- Diretto da: Frank Prinzi
- Scritto da: Julie Martin (soggetto), Stephanie Sengupta (soggetto e sceneggiatura) e Warren Leight (soggetto)

### Trama
Uno storico viene avvelenato con un pesticida aggiunto al suo frullato. Indagando sul decesso Goren e Eames fanno la conoscenza della strana famiglia Copeland: la moglie Charlene, che ha una relazione ben poco clandestina con il giardiniere, il padre Jules, che stravedeva per il defunto, e il fratello Ted, che estorceva molto denaro dalle tasche del morto.
- Altri interpreti: Rip Torn (Jules Copeland).
- Ascolti USA: telespettatori 10 990 000[5]
- Note: l'episodio mescola diversi elementi degli omicidi di Robert e Andrew Kissel (EN)

## Masquerade
- Titolo originale: Masquerade
- Diretto da: Christine Moore
- Scritto da: Gina Gionfriddo (soggetto e sceneggiatura) e Warren Leight (soggetto)

### Trama
Goren e Eames arrestano il principale sospettato dell'omicidio di Amberleigh Harner, una baby attrice morta quattordici anni prima. L'uomo - che era il bidello della scuola frequentata dalla bambina - si autoaccusa, ma il suo racconto non coincide completamente con il referto autoptico e le prove raccolte.
- Altri interpreti: Liza Minnelli (Beth Harner), Bill Irwin (Nate Royce).
- Ascolti USA: telespettatori 8 470 000[6]
- Note: l'episodio presenta alcune analogie con la morte di JonBenét Ramsey.

## Oltre la morte
- Titolo originale: Country Crossover
- Diretto da: Bill L. Norton
- Scritto da: Gina Gionfriddo (soggetto e sceneggiatura) e Warren Leight (soggetto)

### Trama
Un produttore musicale afflitto da una malattia che rende il fisico molto fragile viene ucciso con un pugno alla milza. Logan e Wheeler iniziano le indagini partendo dal proprietario di un locale notturno e dal suo muscoloso buttafuori, caratterizzato da una psiche alquanto instabile.
- Ascolti USA: telespettatori 7 390 000[7]

## Fantasmi di guerra
- Titolo originale: The War at Home
- Diretto da: Darnell Martin
- Scritto da: Julie Martin (soggetto), Diana Son (soggetto e sceneggiatura) e Warren Leight (soggetto)

### Trama
Nel giorno del ringraziamento Goren e Eames vengono richiamati in servizio per contribuire alle ricerche della figlia del vicecapo della polizia, una soldatessa prossima alle nozze. La versione dei fatti fornita dall'amica a casa della quale avrebbe trascorso la serata crolla quando un elegante abito da sera e la biancheria intima della scomparsa vengono trovati in un bosco. Le paranoie e i capricci della madre di Robert lo costringono a dividersi tra il caso e il reparto oncologico in cui è ricoverata, mettendo in subbuglio la propria vita e in pericolo il proprio posto di lavoro.
- Altri interpreti: Rita Moreno (Frances Goren), Fran Drescher (Elaine Dockerty), Michael Biehn (Leland Dockerty).
- Ascolti USA: telespettatori 9 140 000[8]

## Ragazzo prodigio
- Titolo originale: Blasters
- Diretto da: Constantine Makris
- Scritto da: Charlie Rubin (soggetto e sceneggiatura) e Warren Leight (soggetto)

### Trama
Logan e Wheeler indagano sulla morte di un uomo che in passato aveva avuto un breve periodo di gloria in una serie televisiva. Notando che il suo furgone dei gelati non era adeguatamente attrezzato per lavorare, i due detective ipotizzano che il mezzo fosse una copertura per lo spaccio di droga e lo rimettono in strada alla scopo di attirare qualche sospettato. Quando un uomo si avvicina al camioncino con circospezione, un gruppo pesantemente armato tenta di ucciderlo.
- Ascolti USA: telespettatori 9 260 000[9]

## A qualsiasi costo
- Titolo originale: Weeping Willow
- Diretto da: Tom DiCillo
- Scritto da: Stephanie Sengupta (soggetto e sceneggiatura) e Warren Leight (soggetto)

### Trama
Durante la realizzazione di un video per il proprio vlog una giovane donna che in rete si fa chiamare Willow viene rapita assieme al suo ragazzo e la registrazione dell'evento resta visibile a tutti gli utenti di Internet. Dubbiosi del fatto che il crimine sia reale, i detective Logan e Wheeler hanno non poche difficoltà ad identificare le vittime ed il luogo del presunto sequestro. Attraverso un filmato pubblicato in rete i rapitori chiedono che entro due giorni in cambio della vita dei due prigionieri vengano acquistati i loro video per centinaia di migliaia di volte.
- Altri interpreti: Larry King (se stesso), Michelle Trachtenberg (Willow).
- Ascolti USA: telespettatori 9 760 000[10]
- Note: l'episodio presenta qualche analogia con la webserie Lonelygirl15.

## Il gioiello del Punjab
- Titolo originale: World's Fair
- Diretto da: Steve Shill
- Scritto da: Julie Martin (soggetto), Jacquelyn Reingold (soggetto e sceneggiatura) e Warren Leight (soggetto)

### Trama
Una ragazza viene brutalmente assassinata sotto alla Unisfera del Flushing Meadows Park nel Queens e il caso viene assegnato a Logan e a Wheeler. Nel corso delle indagini emergono forti contrasti tra la famiglia della vittima, di origine pakistana, e quella del ragazzo che lei amava, di origine italiana.
- Ascolti USA: telespettatori 13 380 000[11]

## Privilegi fatali
- Titolo originale: Privilege
- Diretto da: Jean de Segonzac
- Scritto da: Warren Leight, Julie Martin e Siobhan Byrne O'Connor

### Trama
Nel corso di una cena romantica una giornalista ed il suo istruttore di yoga vengono assassinati. La giovane donna apparteneva alla ricca famiglia degli Harrington e le indagini portano Goren e a Eames a scoprire i loro sporchi segreti.
- Altri interpreti: Doris Roberts (Virginia Harrington).
- Ascolti USA: telespettatori 11 780 000[12]
- Note: l'episodio presenta qualche analogia con il caso di Brooke Astor (EN)

## L'uomo in grigio
- Titolo originale: Albatross
- Diretto da: Frank Prinzi
- Scritto da: Marsha Norman (soggetto e sceneggiatura) e Warren Leight (soggetto)

### Trama
Durante una ricostruzione storica del duello tra Aaron Burr e Alexander Hamilton, uno dei due partecipanti viene colpito da un cecchino. La vittima è il giudice Thomas Layton, ma ben presto Goren e Eames scoprono che il bersaglio dell'assassino era il suo avversario George Pagolis, un costruttore donnaiolo che con la sua pessima reputazione sta rovinando la campagna elettorale della moglie Maureen.
- Altri interpreti: Donna Murphy (Maureen Pagolis).
- Ascolti USA: telespettatori 8 810 000[13]

## Nessuno ha visto niente
- Titolo originale: Flipped
- Diretto da: Jim McKay
- Scritto da: Charles Kipps (soggetto e sceneggiatura) e Warren Leight (soggetto)

### Trama
Dopo aver concesso un'intervista a un'emittente radiofonica per la promozione del suo nuovo album, una sera il rapper Fulla T viene assassinato nelle strade del Queens. Nel suo ultimo pezzo, Seen Nothing, aveva denunciato la diffusa omertà degli abitanti del suo quartiere, con la quale devono scontrarsi anche i detective Logan e Wheeler nel corso delle indagini. Ad aiutarli c'è il collega sotto copertura Harry Williams, che sembra saperne più di quanto voglia far intendere.
- Ascolti USA: telespettatori 8 500 000[14]

## La punizione divina
- Titolo originale: Brother's Keeper
- Diretto da: Ken Girotti
- Scritto da: Marsha Norman (soggetto e sceneggiatura) e Warren Leight (soggetto)

### Trama
Mentre un confronto tra il reverendo Calvin Higgins e l'ateo James Corliss degenera in rissa, la moglie del religioso muore cadendo dalle scale. L'autopsia rivela che il decesso è dovuto ad un trauma da scuotimento, mentre il lavoro dei detective Goren e Eames evidenzia come la donna fosse stata informata degli incontri del marito con un gigolò. Nel frattempo i familiari di Robert continuano a generare preoccupazioni nella sua vita privata.
- Altri interpreti: Rita Moreno (Frances Goren), Tony Goldwyn (Frank Goren).
- Ascolti USA: telespettatori 9 390 000[15]

## Complotto
- Titolo originale: 30
- Diretto da: Andrei Belgrader e Jean de Segonzac
- Scritto da: Charlie Rubin (soggetto e sceneggiatura) e Warren Leight (soggetto)

### Trama
Quando viene a sapere di essere stato avvelenato con il polonio, il giornalista Josh Lemle chiede al detective Logan di occuparsi del proprio omicidio. Scartata la pista legata al lavoro della vittima, il caso porta gli investigatori a confrontarsi con il complicato scenario mediorientale, tra pressioni esterne e coinvolgimenti di FBI e Sicurezza Nazionale.
- Ascolti USA: telespettatori 9 260 000[16]

## Tradizioni di famiglia
- Titolo originale: Players
- Diretto da: Tom DiCillo
- Scritto da: Peter Blauner (soggetto e sceneggiatura) e Warren Leight (soggetto)

### Trama
Il cadavere del figlio di un giudice viene scaricato davanti allo stesso tribunale nel quale il padre della vittima aveva da poco condannato un rapper che aveva minacciato di vendicarsi. Nel corso delle indagini la detective Wheeler incontra alcune persone che erano entrate in affari con il proprio genitore, misteriosamente scomparso da vent'anni.
- Ascolti USA: telespettatori 8 850 000[17]

## Silenzio
- Titolo originale: Silencer
- Diretto da: Dean White
- Scritto da: Marygrace O'Shea (soggetto e sceneggiatura) e Warren Leight (soggetto)

### Trama
Goren e Eames si occupano dell'omicidio di un chirurgo specializzato in interventi contro la sordità, molto osteggiato dalla parte più intransigente della comunità dei non udenti che considerava il suo lavoro come un crimine.
- Ascolti USA: telespettatori 7 140 000[18]

## Il sogno di una vita
- Titolo originale: Rocket Man
- Diretto da: Michael Smith
- Scritto da: Julie Martin (soggetto), Siobhan Byrne O'Connor (soggetto e sceneggiatura) e Warren Leight (soggetto)

### Trama
Mentre si trovava a New York per una conferenza stampa assieme al collega e superiore Luke Nelson, l'astronauta Jessica Hart viene accoltellata a morte nella propria stanza d'albergo. L'abbigliamento con cui viene trovata induce i detective Goren e Eames ad ipotizzare la presenza di un amante, mentre sul posto di lavoro scoprono come la vittima fosse invisa a diversi colleghi per essere riuscita ad entrare in lista per la prossima missione spaziale.
- Ascolti USA: telespettatori 7 360 000[19]

## La ragazza dell'anno
- Titolo originale: Bombshell
- Diretto da: Darnell Martin
- Scritto da: Brant Englestein (sceneggiatura), Julie Martin (soggetto) e Warren Leight (soggetto)

### Trama
Logan e Wheeler indagano sulla morte di un ragazzo stroncato da quella che sembra una reazione fatale tra metadone ed antidepressivi. Il giovane, che stava partecipando ad un reality show incentrato sul recente parto di sua madre, era figlio di un anziano miliardario deceduto da anni e di un'ex modella che aveva lavorato per George Merritt, il re delle riviste per soli uomini (Ep. Bacco e Venere).
- Altri interpreti: Peter Bogdanovich (George Merritt).
- Ascolti USA: telespettatori 6 940 000[20]
- Note: l'episodio presenta alcune analogie con la morte di Daniel Wayne Smith (EN)

## Fine del gioco
- Titolo originale: Endgame
- Diretto da: Jean de Segonzac
- Scritto da: Kate Rorick (soggetto e sceneggiatura), Julie Martin (soggetto) e Warren Leight (soggetto e sceneggiatura)

### Trama
A poche settimane dall'esecuzione della propria condanna a morte il serial killer Mark Ford Brady contatta il detective Goren attraverso il suo coetaneo Wally Stevens per rivelare la posizione di un album fotografico delle sue vittime degli anni '80. Molte donne ritratte non erano mai state collegate all'assassino, che cerca così di ritardare la propria fine centellinando le informazioni utili al ritrovamento dei loro cadaveri. Nel frattempo la malattia che ha colpito la madre di Robert è ormai giunta a uno stadio terminale.
- Altri interpreti: Roy Scheider (Mark Ford Brady), Rita Moreno (Frances Goren), Tony Goldwyn (Frank Goren)
- Ascolti USA: telespettatori 7 200 000[21]

## Arrivi e partenze
- Titolo originale: Renewal
- Diretto da: Norberto Barba
- Scritto da: Jacquelyn Reingold (soggetto e sceneggiatura) e Warren Leight (soggetto)

### Trama
Poco dopo essere assurto agli onori delle cronache per aver brillantemente sventato una rapina, il cadavere di un cadetto dell'accademia di polizia viene trovato nel bagagliaio di un'auto. Le indagini rivelano come la vittima convivesse con una misteriosa ragazza che nessuno aveva mai visto e che risulta scomparsa da molti anni. Mentre la detective Wheeler si prepara a partire per un periodo di lavoro oltreoceano, il suo collega Logan stringe amicizia con una nuova vicina di casa.
- Ascolti USA: telespettatori 8 850 000[22]